# チャールズ・タルボット (第15代シュルーズベリー伯爵)
第15代シュルーズベリー伯爵および第15代ウォーターフォード伯爵チャールズ・タルボット（英語: Charles Talbot, 15th Earl of Shrewsbury and 15th Earl of Waterford FSA、1753年3月8日 – 1827年4月6日）は、イギリスの貴族。

## 生涯
チャールズ・タルボット（Charles Talbot、1766年4月11日没、第14代シュルーズベリー伯爵ジョージ・タルボットの弟）とメアリー・モスティン（Mary Mostyn、第4代準男爵ジョージ・モスティンの娘）の長男として、1753年3月8日に生まれた。
1787年7月22日に伯父にあたる第14代シュルーズベリー伯爵が死去すると、シュルーズベリー伯爵とウォーターフォード伯爵の爵位を継承した。
1792年2月23日、エリザベス・ホーイー（Elizabeth Hoey、1847年2月13日没、ジェームズ・ホーイーの長女）と結婚した。
1811年2月7日、ロンドン考古協会フェローに選出された。
長い闘病生活ののち1827年4月6日に自宅で死去、弟ジョン・ジョセフ（1815年8月8日没）の息子ジョンが爵位と40万ポンド以上の遺産を継承した。